# Sogaan
Sogaan is een bestuurslaag in het regentschap Probolinggo van de provincie Oost-Java, Indonesië. Sogaan telt 3669 inwoners (volkstelling 2010).